# Ruisbroek
Ruisbroek är en ort i Belgien.   Den ligger i provinsen Flamländska Brabant och regionen Flandern, i den centrala delen av landet, 8 km sydväst om huvudstaden Bryssel. Ruisbroek ligger 25 meter över havet och antalet invånare är 6 043.
Terrängen runt Ruisbroek är huvudsakligen platt. Ruisbroek ligger nere i en dal. Runt Ruisbroek är det tätbefolkat, med 819 invånare per kvadratkilometer.. Närmaste större samhälle är Bryssel, 7,6 km nordost om Ruisbroek. 
Runt Ruisbroek är det i huvudsak tätbebyggt.